# John Turner

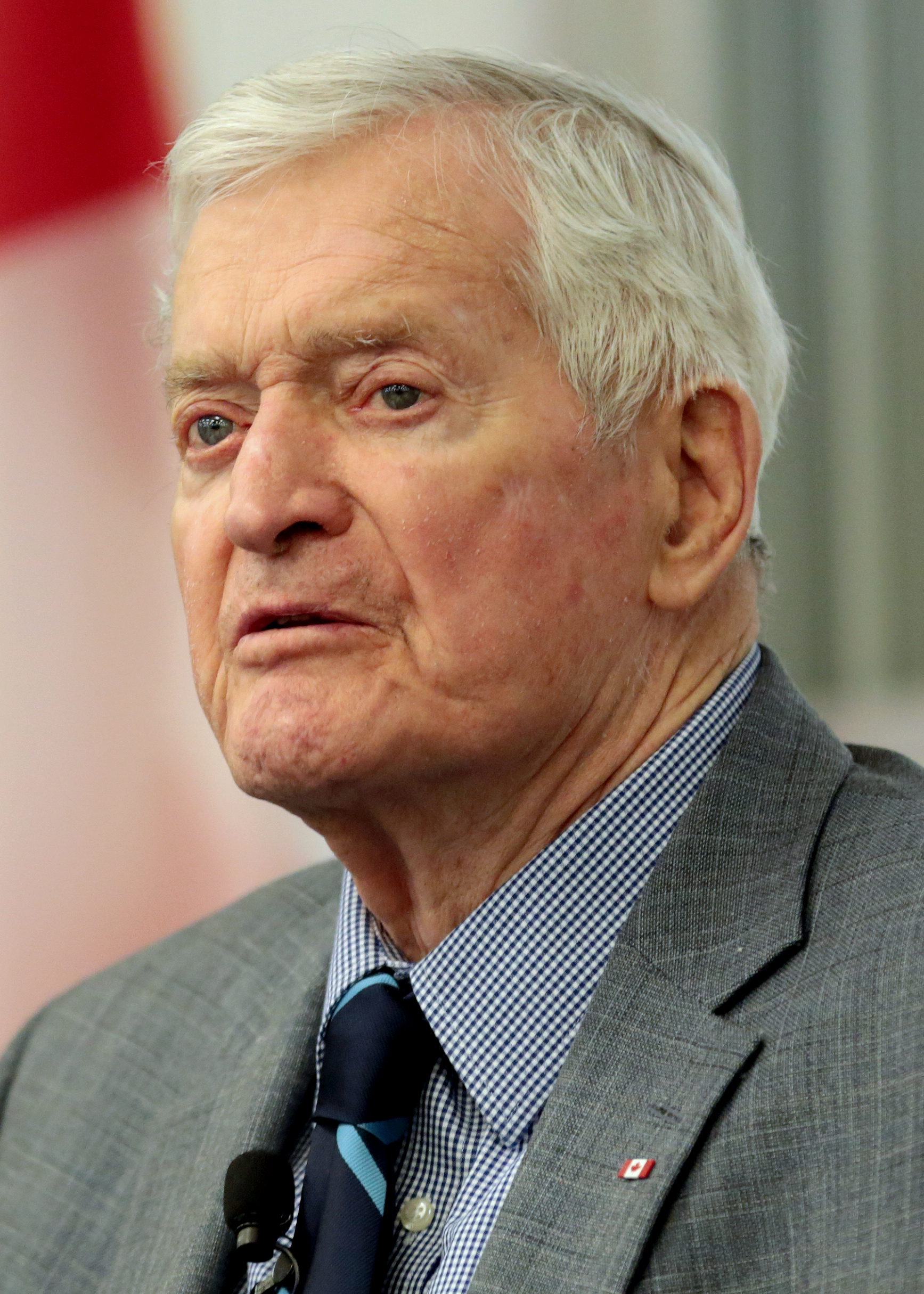
John Turner (2018)

John Napier Wyndham Turner PC, CC, QC (* 7. Juni 1929 in Richmond upon Thames, Surrey, England; † 19. September 2020 in Toronto, Ontario) war ein kanadischer Politiker. Er war vom 30. Juni 1984 bis zum 17. September 1984 der 17. Premierminister Kanadas. Seine Amtszeit von 79 Tagen ist nach jener von Charles Tupper die zweitkürzeste der kanadischen Geschichte. Von 1968 bis 1975 gehörte er dem 20. kanadischem Kabinett, als Finanzminister und als Justizminister, unter Pierre Trudeau an. Turner gehörte der Liberalen Partei an, deren Vorsitzender er von 1984 bis 1990 war.

## Frühe Jahre
Turner wurde in England geboren. Als sein Vater 1932 starb, zog er mit seiner Mutter und seinen Geschwistern nach Kanada, wo sie zeitweise in der Nähe von Rossland lebten. Seine Mutter, die Ökonomin Phyllis Gregory, arbeitete in Ottawa für die kanadische Bundesregierung. Sie heiratete Frank Mackenzie Ross, den späteren Vizegouverneur der Provinz British Columbia. John Turner erhielt seine Ausbildung an Privatschulen in Ottawa, 1945 begann er an der University of British Columbia (UBC) in Vancouver Recht zu studieren.
Turner war ein begabter Leichtathlet. Ende der 1940er Jahre gehörte er zu den besten Sprintern Kanadas und lief nationale Rekorde über 100 und 200 Yards. Er qualifizierte sich damit für die Olympischen Sommerspiele 1948 in London, eine Knieverletzung hinderte ihn jedoch an der Teilnahme. 1949 erhielt er ein Rhodes-Stipendium und setzte sein Studium am Magdalen College an der University of Oxford fort. Dort freundete er sich mit dem späteren australischen Premierminister Malcolm Fraser an. 1952/53 studierte er vorübergehend an der Universität von Paris.
1954 erhielt Turner die Zulassung als Rechtsanwalt und arbeitete anschließend für die Kanzlei Stikeman Elliott in Montreal. Bei einer Party im Mai 1959, die sein Stiefvater anlässlich der Eröffnung seines neuen Amtssitzes hielt, tanzte Turner derart ausgiebig mit der britischen Prinzessin Margaret, dass in den Medien das Gerücht die Runde machte, die beiden hätten ein romantisches Verhältnis. 1963 heiratete er Geills McCrae Kilgour, die Großnichte des Schriftstellers John McCrae.

## Abgeordneter und Minister
Turner kandidierte bei der Unterhauswahl 1962 und siegte im Wahlkreis Saint-Laurent-Saint-Georges in Montreal. Im Winter 1965 weilte er mit seiner Ehefrau auf Barbados im Urlaub. Am Strand bemerkte er, dass der ehemalige Premierminister John Diefenbaker, der im selben Hotel abgestiegen war, in eine gefährliche Strömung geraten war. Turner sprang ins Wasser, zog Diefenbaker ans Ufer und rettete ihm dadurch das Leben.
Premierminister Lester Pearson berief Turner im Dezember 1965 ins Kabinett, zunächst als Minister ohne Geschäftsbereich. Ab Dezember 1967 war er Minister für Konsumenten und Beziehungen zu Unternehmen. Nachdem Pearson seinen bevorstehenden Rücktritt angekündigt hatte, fand im April 1968 ein Parteitag statt, um einen neuen Vorsitzenden zu wählen. Turner war dabei der jüngste von neun Kandidaten. Er stieß bis in den vierten Wahlgang vor, unterlag aber letztlich Pierre Trudeau, der ihn drei Monate später zum Justizminister ernannte. Da sein Wahlkreis in Montreal aufgeteilt worden war, vertrat Turner seit der Unterhauswahl 1968 den Wahlkreis Ottawa-Carleton.
Als Justizminister leitete Turner eine Reform des Strafrechts und spielte 1970 eine wichtige Rolle bei der Bewältigung der Oktoberkrise. Im Januar 1972 wurde er zum Finanzminister ernannt. Nach dem Verlust der Mehrheit im November 1972 sah sich die liberale Regierung gezwungen, die Steuern zu senken und die Renten zu erhöhen. Dadurch konnte sie zwar die Wahl 1974 gewinnen, die Maßnahmen führten jedoch zu hoher Inflation. Aus diesem Grund musste Turner 1975 Lohn- und Preiskontrollen einführen.
Im September 1975 erklärte Turner völlig unerwartet seinen Rücktritt. Er gab keinen besonderen Grund an, die Medien vermuteten allerdings, persönliche Konflikte mit Trudeau hätten zu diesem Schritt geführt. Im Februar 1976 gab Turner auch sein Parlamentsmandat auf. In den folgenden Jahren arbeitete er für die renommierte Kanzlei McMillan Binch in Toronto, wobei er sich auf Unternehmensrecht spezialisierte. Die neue Tätigkeit erlaubte es ihm, mehr Zeit mit seinen vier heranwachsenden Kindern zu verbringen.

## Premierminister
Im Februar 1984 gab Trudeau seinen bevorstehenden Rücktritt bekannt, da sich in Meinungsumfragen abzeichnete, dass die Liberalen mit ihm an der Spitze die Wahl verlieren würden. Turner entschloss sich dazu, wieder in die Politik einzusteigen. Beim Parteitag am 16. Juni 1984 wurde er zum Parteivorsitzenden gewählt, wobei er sich im zweiten Wahlgang gegen Jean Chrétien durchsetzte. Am 30. Juni wurde er als Premierminister vereidigt, bereits zehn Tage später rief er eine vorgezogene Neuwahl aus.
Die Wahlkampagne der Liberalen vor der Unterhauswahl 1984 war schlecht organisiert und war nicht in der Lage, die massive Unbeliebtheit der Regierungspartei auszugleichen. Als eine seiner letzten Amtshandlungen hatte Pierre Trudeau über 200 gut bezahlte Posten (Senatoren, Richter, Verwaltungsräte von Staatsunternehmen) mit loyalen Parteimitgliedern besetzt. Diese Ernennungen lösten im gesamten politischen Spektrum Empörung aus. Turner hätte ohne weiteres diese Ernennungen rückgängig machen können, nahm jedoch selbst 70 weitere Ernennungen vor. Brian Mulroney, der Vorsitzende der oppositionellen Progressiv-konservativen Partei, konfrontierte Turner bei den Fernsehdebatten mit dieser Tatsache und brachte ihn in starke Bedrängnis.
Am 4. September 1984 erlitten die Liberalen die schwerste Niederlage in ihrer Geschichte. Sie eroberten lediglich 40 Sitze und verloren über ein Drittel ihrer bisherigen Wähler. Turner selbst wurde zwar im Wahlkreis Vancouver Quadra gewählt, doch elf Minister seiner Regierung wurden abgewählt. Am 17. September 1984 trat Turner nach nur 79 Tagen im Amt als Regierungschef zurück. Da das Parlament seit seinem Amtsantritt keine Session gehabt hatte, konnte er nie eine neue Gesetzesvorlage präsentieren.

## Oppositionsführer
Nach der vernichtenden Wahlniederlage wurde Turner Oppositionsführer. Die Liberalen konnten im Unterhaus zwar wenig ausrichten, doch sie nutzten ihre Mehrheit im Senat, um Mulroneys Regierungsarbeit zu stören. Parteimitglieder stellten Turners Führungsanspruch wiederholt in Frage. Im November 1986 wurde er jedoch mit über drei Viertel der Delegiertenstimmen bestätigt. Ab 1987 stiegen die Werte in den Meinungsumfragen wieder markant.
Vor der Unterhauswahl 1988 führte Turner einen weitaus aggressiveren Wahlkampf als noch vier Jahre zuvor. Insbesondere wandte er sich vehement gegen das von der Regierung vorgeschlagene Freihandelsabkommen mit den Vereinigten Staaten. Die Liberalen konnten ihre Sitzzahl mehr als verdoppeln, dennoch gelang es ihnen nicht, die Progressiv-Konservativen zu verdrängen. Im Mai 1989 gab er seinen bevorstehenden Rücktritt als Parteivorsitzender bekannt, Jean Chrétien trat im Juni 1990 seine Nachfolge an.

## Rückzug aus der Politik
Turner behielt sein Unterhausmandat bis September 1993, hielt sich aber weitgehend im Hintergrund und zog sich danach ganz aus der Politik zurück. Er nahm wieder seine frühere Tätigkeit als Rechtsanwalt auf und arbeitete für die Kanzlei Miller Thomson in Toronto. Bei mehreren kanadischen Unternehmen saß er im Verwaltungsrat. 2004 leitete er die kanadische Delegation der Wahlbeobachter bei der Präsidentschaftswahl in der Ukraine.

## Ehrungen
Am 28. April 2021 ehrte die kanadische Regierung, vertreten durch den für das Historic Sites and Monuments Board of Canada zuständigen Minister, John Turner und erklärte ihn zu einer „Person von nationaler historischer Bedeutung“.